# Francesco Massara
Francesco Massara (* 1. července 1965, Tropea) je italský římskokatolický duchovní a arcibiskup Camerino-San Severino Marche.

## Život
Narodil se 1. července 1965 v Tropei.
Po střední škole studoval na Univerzitě La Sapienza v Římě a absolvoval kurzy knihovnictví a archivnictví ve Vatikánském apoštolském archivu. Poté vstoupil do Papežského římského většího semináře. Teologické a filosofické vzdělání získal na Papežské lateránské univerzitě. Dne 17. dubna 1993 byl biskupem Domenicem Tarcisiem Cortesem vysvěcen na kněze a inkardinován do diecéze Mileto-Nicotera-Tropea.
Stal se asistentem Papežského římského většího semináře a následně ředitelem Centra povolání diecéze Mileto-Nicotera-Tropea. Byl také farářem u svatého Mikuláše ve Vazzano. Od roku 1999 byl zodpovědný za administrativní aparát diecéze o dva roky později byl ustanoven auditorem diecézního institutu pro podporu duchovenstva. Roku 2006 se stal ekonomem Papežského římského většího semináře. Před jmenováním biskupem zastával další administrativní a pastorační služby.
Dne 27. července 2018 jej papež František jmenoval arcibiskupem Camerino-San Severino Marche. Biskupské svěcení přijal 6. října z rukou biskupa Luigi Renza a spolusvětiteli byli arcibiskupové Francesco Giovanni Brugnaro, Rocco Pennacchio, Giovanni Tani a Vincenzo Bertolone. Dne 27. června 2020 byl také ustanoven biskupem Fabriano-Matelica. Tím byla arcidiecéze a diecéze spojena do jednoho sídla in persona episcopi.